# 希臘和丹麥的菲利波斯王子 (1986年)
希臘的菲利波斯（希臘語：Φίλιππος της Ελλάδας，1986年4月26日—），希臘末代國王康斯坦丁二世的幼子。

## 生平
菲利波斯在1986年於倫敦伯丁頓聖瑪麗醫院，他是希臘國王康士坦丁二世和希臘王后安妮瑪麗的第五位孩子，他就是與姊姊一樣也是在英國倫敦聖瑪麗醫院出生的，而他們一個姊姊和一名哥哥都是在希臘的雅典和科孚島出生，有一名年長的哥哥在意大利首都羅馬出生的。
他信奉希臘正教，並於希臘正教會受浸禮，他曾經在倫敦騎士橋的倫敦希臘語學校和美國國際學校就讀，後來他在喬治城大學取得外交關係學士學位。
2020年，菲利波斯與瑞士籍女友妮娜·弗洛爾在瑞士聖莫里茲舉行的私人儀式上舉行了民事婚禮。